# المارگن
المارگن (به اسپانیایی: Almargen) یک شهرستان در اسپانیا است که در اندلس واقع شده‌است.

## خصوصیات
المارگن ۱۶۵ کیلومترمربع مساحت و ۲٬۰۱۴ نفر جمعیت دارد و ۷۳۳ متر بالاتر از سطح دریا واقع شده‌است.